# 弗雷舒-迪西马
弗雷舒-迪西马是葡萄牙波尔图区的一个堂区。总面积2.72平方公里，总人口2196人，人口密度807.4人/平方公里。